# Hvilshøjgård

Hvilshøjgård er et gods beliggende i Øster Brønderslev Sogn.

## Ejere
- 1532 Predbjørn Podebusk
- 1600 ca. Otte Christensen Skeel
- 1642 Sten Bille
- Otte Steensen Bille
- 1671 Holger Bille
- 1682 Kjeld Nielsen Mule
- 1682 Jacob Pedersen Bruun
- 1692 Anne Jespersdatter Hegelund
- 1694 Peder Thomsen Kjærulf
- 1717 ca. Jørgen Nielsen Birch
- 1737 Cort Trap
- 1739 Harboe Lassen Meulengracht
- 1739 Claus Edvard Ermandinger
- 1752 Peder Markvard Rodsteen Lykke
- 1774 Hans Pedersen Kynde
- 1775 Hans Boje
- 1780 Helene Charlotte Schandorff
- Christen Hass
- 1791 ca. Christen Krøg
- 1814 Mette Kirstine Brandt
- Johan Fr. Yde
- 1819 Peder Markvor Møller
- 1869 O. N. C. Møller
- 1902 J. Møller
- 1920 Fr. Hartmann
- 1958 F. O. S. Hartmann [1]